# Stazione di Ariano Irpino
Stazione di Ariano Irpino vasútállomás Olaszországban, Ariano Irpino településen.

## Vasútvonalak
Az állomást az alábbi vasútvonalak érintik:
- Nápoly–Foggia-vasútvonal

## Kapcsolódó állomások
A vasútállomáshoz az alábbi állomások vannak a legközelebb:
- Castelfranco in Miscano railway station (Stazione di Napoli Centrale, Nápoly–Foggia-vasútvonal)
- Pianerottolo d'Ariano railway station (Stazione di Foggia, Nápoly–Foggia-vasútvonal)